# یواس‌اس هوبو دوم (اس‌پی-۷۸۳)
یواس‌اس هوبو دوم (اس‌پی-۷۸۳) (به انگلیسی: USS Hobo II (SP-783)) یک کشتی بود که طول آن ۷۵ فوت (۲۳ متر) بود. این کشتی در سال ۱۹۰۵ ساخته شد.